# 914

## Esdeveniments
- Els vikings conquereixen gran part d'Irlanda.
- Es funda Waterford, primera ciutat d'Irlanda.
- Guerra entre l'Imperi Romà d'Orient i Bulgària per la ciutat d'Adrianòpolis.
- El Papa Joan X relleva Landó I en el pontificat

## Necrològiques
- Landó